# Clube da Esquina
Clube da Esquina è il quinto album del cantautore brasiliano Milton Nascimento, in collaborazione con il cantautore connazionale Lô Borges, pubblicato nel 1972 dalla Odeon.
| Recensione                    | Giudizio |
| ----------------------------- | -------- |
| AllMusic                      | [ 1 ]    |
| The Rolling Stone Album Guide | [ 2 ]    |

## Tracce
Lato 1
1. Tudo Que Você Podia Ser – 2:56
2. Cais – 2:45
3. O Trem Azul – 4:05
4. Saidas e Bandeiras nº 1 – 0:45
5. Nuvem Cigana – 3:00
6. Cravo e Caneia – 2:32

Lato 2
1. Dos Cruces – 5:22
2. Um Girassol da Cor do Seu Cabelo – 4:13
3. San Vicente – 2:47
4. Estrelas – 0:29
5. Clube da Esquina nº 2 – 3:39

Lato 3
1. Paisagem da Janela – 2:58
2. Me Deixa em Paz – 3:06
3. Os Povos – 4:31
4. Saidas e Bandeiras nº 2 – 1:31
5. Um Gosto de Sol – 4:21

Lato 4
1. Pelo Amor de Deus – 2:06
2. Lilia – 2:34
3. Trem de Doido – 3:58
4. Nada Será Como Antes – 3:07
5. Ao Que Vai Nascer – 3:21